# Compito in classe - Un delitto perfetto
Compito in classe - Un delitto perfetto (Murder 101) è un film per la televisione statunitense del 1991 diretto da Bill Condon.

## Trama
Un noto docente universitario e affermato scrittore di gialli Charlie Lattimore preferisce l'arte della suspense, fino ad un certo punto implicato in una serie di omicidi. Solo la sua sagacia a costruire storie thriller, nonché l'aiuto del suo allievo prediletto, riesce a scagionarsi.